# China Economic Review
China Economic Review (СER) — специализированный экономический журнал, посвящённый проблемам теории и практики хозяйственных реформ в Китае. Журнал основан в 1990 году; публикуется на английском языке. Редактором журнала является Чунь Чан (Миннесотский университет).
Является изданием Китайского экономического общества (The Chinese Economists Society, CES) — некоммерческой академической организации, основанной в Нью-Йорке в 1985 году для продвижение экономических реформ в Китае, расширение научных связей между Китаем и внешним миром, исследования китайской экономики. 
Периодичность выхода журнала: 4 номера в год.